# Visusti
Visusti es un pueblo situado en el municipio de Järva, en condado de Järva, Estonia. Tiene una población estimada, en 2021, de 24 habitantes.
Está ubicado al este del condado, cerca del nacimiento del río Pärnu y de la frontera con los condados de Harju y Lääne-Viru. 